# Marcin Galek
Marcin Galek (ur. 19 czerwca 1895 w Krawcach, zm. 19 sierpnia 1979) – polski rolnik i polityk, poseł na Sejm PRL II i III kadencji.

## Życiorys
Uzyskał wykształcenie podstawowe, z zawodu rolnik. W 1913 rozpoczął działalność w ruchu ludowym, współtworzył Republikę Tarnobrzeską.
W czasie okupacji niemieckiej żołnierz Batalionów Chłopskich.
W 1945 ukończył trzytygodniowy kurs polityczny zorganizowany przez Polską Partię Robotniczą w Rzeszowie, po którym zatrudniony został w Powiatowym Urzędzie Repatriacyjnym w Tarnobrzegu. Tworzył powojenną administrację na Ziemiach Odzyskanych. We wrześniu 1945 osiedlił się na stałe w Malechowie. W listopadzie 1945 organizował Powiatowy Związek Gminnych Spółdzielni „Samopomoc Chłopska” w Sławnie i został jego prezesem. W późniejszych latach udzielał się także we Froncie Jedności Narodu i Związku Bojowników o Wolność i Demokrację. Od 1947 wiceprezes wojewódzkiego zarządu Stronnictwa Ludowego w Szczecinie, następnie wojewódzkiego komitetu Zjednoczonego Stronnictwa Ludowego w Koszalinie. W 1950 rozpoczął pracę w wydziale komunikacji Wojewódzkiej Rady Narodowej w Koszalinie.
W 1957 i 1961 uzyskiwał mandat posła na Sejm PRL II i III kadencji z okręgu Słupsk i Koszalin. Przez dwie kadencje zasiadał w Komisji Komunikacji i Łączności, a w II kadencji ponadto w Komisji Zdrowia i Kultury Fizycznej.
W latach 1965–1973 był radnym Powiatowej Rady Narodowej w Sławnie.
Był mężem Anieli (1898–1980). Jego wnuk Zbigniew (1947–2008), był politykiem i samorządowcem.
Zmarł 19 sierpnia 1979, pochowany na cmentarzu komunalnym w Sławnie (kwatera XIV-3-20,21).

## Ordery i odznaczenia
- Order Sztandaru Pracy I klasy
- Order Sztandaru Pracy II klasy
- Krzyż Kawalerski Orderu Odrodzenia Polski
- Krzyż Walecznych
- Złoty Krzyż Zasługi (26 czerwca 1947)[2]
- Medal 30-lecia Polski Ludowej
- Medal 10-lecia Polski Ludowej (1955)
- Srebrna Odznaka Honorowa Gryfa Pomorskiego (1948)